# Abgeordnetenhaus von Berlin
Das Abgeordnetenhaus von Berlin (AGH Berlin) ist gemäß Artikel 38 Absatz 1 der Verfassung von Berlin (VvB) die Volksvertretung bzw. das Landesparlament von Berlin und dessen oberstes Verfassungsorgan und befindet sich im Ortsteil Mitte.

## Geschichte

### Entstehung des Abgeordnetenhauses von Berlin
Zwischen 1947 und 1950 hatte die Berliner Stadtverordnetenversammlung in der Nachkriegszeit den Auftrag, eine Verfassung für Berlin als neu zu bildenden Stadtstaat auszuarbeiten (vgl. Art. 35 Abs. 2 der Vorläufigen Verfassung der Stadt Groß-Berlin vom 13. August 1946). Nach der ersten freien Wahl am 20. Oktober 1946 in (ganz) Berlin konstituierte sich die Stadtverordnetenversammlung am 26. November 1946.
Die Stadtverordnetenversammlung setzte sich seinerzeit aus Stadtverordneten von SPD, CDU, SED und LDP zusammen.
Aufgrund der politischen Lage im September 1948, der Teilung Berlins und Spaltung der Berliner Stadtverordnetenversammlung, die zur (Neu-)Wahl am 5. Dezember 1948 in West-Berlin führte, verzögerte sich die Verabschiedung einer neuen Verfassung. Am 4. August 1950 wurde schließlich die neue Verfassung von Berlin in der Berliner Stadtverordnetenversammlung (West-Berlin) verabschiedet. Mit Inkrafttreten der Verfassung von Berlin am 1. Oktober 1950 existierte (formal) das Abgeordnetenhaus von Berlin und löste im Westteil der Stadt das bisherige (kommunale) Stadtparlament, die Stadtverordnetenversammlung (West-Berlin), als Nachfolger ab. Die erste Wahl zum Abgeordnetenhaus von Berlin fand am 3. Dezember 1950 (nur in West-Berlin) statt.
Am 11. Januar 1951 konstituierte sich das Abgeordnetenhaus von Berlin in seiner ersten Sitzung und nahm seine Arbeit als Landesparlament und Volksvertretung auf.
Die Wahl zum Abgeordnetenhaus 1990 (für die 12. Legislaturperiode), nach der Wiedervereinigung, war die erste Wahl in ganz Berlin seit 1946. Seitdem gibt es in Berlin wieder ein gesamtberlinisches Landesparlament. Die konstituierende Sitzung fand am 11. Januar 1991 in der Nikolaikirche statt. Des Tages der „konstituierenden Sitzung des Gesamtberliner Abgeordnetenhauses“ wird regelmäßig mit einem Festakt in der Nikolaikirche gedacht.
Am 11. Januar 2001 beging das Abgeordnetenhaus von Berlin mit einer Feierstunde in der Nikolaikirche den 10. Jahrestag der konstituierenden Sitzung des ersten frei gewählten Gesamtberliner Parlaments nach der bundesdeutschen Wiedervereinigung der Stadt. Die Eröffnungsansprache hielt der Alterspräsident der 12. Legislaturperiode, Klaus Franke; die Festrede hielt die Parlamentarische Berichterstatterin des Tagesspiegels, Brigitte Grunert.
Am 11. Januar 2011 wurde mit einer Feierstunde in der Berliner Nikolaikirche des 20. Jahrestages der konstituierenden Sitzung des ersten frei gewählten Gesamtberliner Parlaments gedacht. Festredner waren der ehemalige Präsident des Verfassungsgerichtshofes, Professor Klaus Finkelnburg, Altbundeskanzler Gerhard Schröder und der seinerzeit amtierenden Präsident des Abgeordnetenhauses von Berlin, Walter Momper.
Am 11. Januar 2016 wurde mit einer Feierstunde in der Berliner Nikolaikirche des 25. Jahrestages der konstituierenden Sitzung des ersten frei gewählten Gesamtberliner Parlaments gedacht. Die Festrede hielt der Präsident des Deutschen Bundestages, Norbert Lammert.

### Name „Abgeordnetenhaus“
Für die Erarbeitung einer Verfassung für Berlin setzte die Stadtverordnetenversammlung am 5. Dezember 1946 einen Verfassungsausschuss ein. In der 41. Sitzung am 2. September 1947 berichtete der Verfassungsausschuss der Stadtverordnetenversammlung über den bisherigen Stand seiner Arbeit; die Verfassungsentwürfe der Fraktionen von SPD, CDU und SED, die der Stadtverordnetenversammlung vorlagen, wurden zur weiteren Beratung an den Verfassungsausschuss überwiesen. Anschließend wurden die Fraktionsentwürfe im Verfassungsausschuss diskutiert. Dabei stellte sich unter anderem auch die Frage nach der Bezeichnung der zukünftigen Volksvertretung. Während der Verhandlungen wurden die Begriffe „Stadttag“, „Landtag“, „Volkskammer“, „Volkstag“, und „Abgeordnetenhaus“ vorgeschlagen. Auch gab es den Vorschlag, den (traditionellen) Begriff „Stadtverordnetenversammlung“ als amtliche Bezeichnung für die künftige Volksvertretung beizubehalten. Zunächst einigte man sich im Verfassungsausschuss, den Namen „Abgeordnetenhaus“ als einen „Arbeitstitel“ für die Volksvertretung während der weiteren Verhandlungen über die Verfassung zu verwenden. Schließlich setzte sich die Benennung Abgeordnetenhaus als endgültige Bezeichnung für die Berliner Volksvertretung durch. Zurückzuführen ist der Begriff „Abgeordnetenhaus“ auf die preußische Verfassung. Dort bestand der preußische Landtag aus zwei Kammern. Diese wurden bis 1918 als preußisches Herrenhaus und als preußisches Abgeordnetenhaus bezeichnet.

### Parlamentsreform 2020
Am 26. September 2019 beschloss das Abgeordnetenhaus von Berlin das „Gesetz über die Rechtsverhältnisse der Mitglieder des Abgeordnetenhauses von Berlin (Landesabgeordnetengesetz – LAbgG)“- Ziel der Reform und damit der Wandlung zu einem sogenannten Vollzeitparlament sei es, auf das gestiegene Arbeitspensum der Abgeordneten zu reagieren. Damit einher geht einerseits die Erhöhung der monatlichen Entschädigung, welche seit dem 1. Januar 2020 6250 Euro (eine Erhöhung um 58 Prozent) beträgt. Der Betrag wird jährlich neu angepasst. Andererseits werde das Abgeordnetenhaus in Zukunft bis 22 Uhr anstatt bisher bis 19 Uhr tagen. Vorgesehen werde zudem die Anberaumung zweier zusätzlicher Sitzungstermine pro Jahr, so dass sich deren Gesamtzahl auf 18 erhöhe. Die Sitzungen der Ausschüsse würden zukünftig drei statt zwei Stunden dauern.
Nach seiner historischen Entwicklung und seit seiner Existenz handelte es sich bei dem Abgeordnetenhaus von Berlin um ein Teilzeitparlament, umgangssprachlich auch „Feierabendparlament“ genannt. Das Abgeordnetenmandat war als nebenberufliche Tätigkeit angelegt. In der Praxis habe die parlamentarische Arbeit aber häufig keinen Raum für eine sonstige berufliche oder unternehmerische Tätigkeit gelassen. Für ihre Tätigkeit bekamen die Abgeordneten ebenfalls eine monatliche Entschädigung. Bis zum 31. Dezember 2019 betrug diese 3498 Euro. Dieser Betrag wurde jährlich neu angepasst.
2024 beträgt die zu versteuernde monatliche Entschädigung 7249,- Euro.

## Wahl

### Allgemeines
Das Abgeordnetenhaus von Berlin wird alle fünf Jahre in allgemeiner, gleicher, freier, geheimer und direkter Wahl gewählt (Art. 39 Abs. 1 VvB). Es besteht aus mindestens 130 Abgeordneten (Art. 38 Abs. 2 VvB), von denen 60 % direkt in ihren Wahlkreisen und 40 % indirekt über Landes- oder Bezirkslisten gewählt werden. Der Anteil über Listen gewählter Abgeordneter kann sich durch Überhang- und Ausgleichsmandate erhöhen.

### Abgeordnetenhauswahl 2023 (Wiederholungswahl der Wahl von 2021)
Bei der Wiederholungswahl zum Abgeordnetenhaus von Berlin 2023 überschritten fünf Parteien die Sperrklausel von 5 Prozent der Wählerstimmen und 159 Abgeordnete ziehen nach der Wahl am 12. Februar 2023 ins Abgeordnetenhaus ein.
Zu Beginn der 19. Wahlperiode nach der Wiederholungswahl hatten die Parteien folgende Fraktionsstärken:
- CDU: 52 Sitze
- SPD: 34 Sitze
- Grüne: 34 Sitze
- Linke: 22 Sitze
- AfD: 17 Sitze

## Abgeordnete

### Mindestanzahl an Abgeordneten
Artikel 38 Absatz 2 der Verfassung von Berlin schreibt eine Mindestanzahl von 130 Abgeordneten im Abgeordnetenhaus von Berlin vor. Die von der Verfassung von Berlin vorgeschriebene Mindestanzahl an Abgeordneten kann auch überschritten werden und dies geschieht grundsätzlich durch sogenannte Überhang- und Ausgleichsmandate.

### Freies Mandat
Berliner Abgeordnete sind gemäß Art. 38 Absatz 4 Satz 2 VvB weder an Aufträge noch an Weisungen gebunden; man spricht auch vom sogenannten freien Mandat.

### Rechte/Amtsausstattung
Der amtliche Namenszusatz für die Mitglieder des Hauses lautet MdA. Näheres zu den Rechten des (Abgeordneten-)Mandats regelt insbesondere Artikel 45 VvB. So hat beispielsweise jede Abgeordnete und jeder Abgeordneter gemäß Artikel 45 Absatz 2 VvB das Recht, Akteneinsicht bei der Verwaltung zu verlangen. Näheres zu der Amtsausstattung eines Berliner Abgeordneten ist in dem Gesetz über die Rechtsverhältnisse der Mitglieder des Abgeordnetenhauses von Berlin (Landesabgeordnetengesetz – LAbgG) vom 9. Oktober 2019 in seiner jeweiligen Fassung geregelt.

### Listen der Mitglieder des Abgeordnetenhauses
Nachfolgend wird auf die Listen der letzten drei Wahlperioden verwiesen:
- Liste der Mitglieder des Abgeordnetenhauses von Berlin (17. Wahlperiode)
- Liste der Mitglieder des Abgeordnetenhauses von Berlin (18. Wahlperiode) (ab der Wahl 2016)
- Liste der Mitglieder des Abgeordnetenhauses von Berlin (19. Wahlperiode) (ab 2021, Wahlwiederholung 2023)

## Aufgaben

### Gesetzgebung
Eine der drei wichtigsten Aufgaben ist die Gesetzgebung. Das Verfahren der Gesetzgebung ist in den Artikeln 59 bis 65 der Verfassung von Berlin (VvB) festgelegt. Danach ist das Verfahren in die folgenden Schritte unterteilt:
- Initiative (Artikel 59 Absatz 2 VvB)
- Beratung (Artikel 59 Absatz 4 VvB)
- Verabschiedung (Artikel 60 Absatz 1 VvB)
- Ausfertigung (Artikel 60 Absatz 2 VvB)
- Verkündung (Artikel 60 Absatz 2 VvB)

Innerhalb der Gesetzgebung ist eine verfassungsrechtliche hervorgehobene Aufgabe des Abgeordnetenhauses von Berlin die Finanzgesetzgebung (Artikel 85 ff VvB) für das Land Berlin, was auch als Budgetrecht bezeichnet wird. Alle Einnahmen und Ausgaben müssen für jedes Rechnungsjahr in dem Haushaltsplan veranschlagt werden. Dieser Haushaltsplan wird durch das Abgeordnetenhaus von Berlin als Gesetz beschlossen (Haushaltsgesetz). Das Haushaltsgesetz heißt Landeshaushaltsordnung (LHO).

### Wahl des Regierenden Bürgermeisters von Berlin
Außerdem wählt das Abgeordnetenhaus
- als wichtigste Wahlaufgabe den Regierenden Bürgermeister von Berlin (Artikel 56 Absatz 1 VvB)

aber auch
- den Präsidenten des Abgeordnetenhauses (Artikel 41 Absatz 2 VvB)
- die Mitglieder des Präsidiums (Artikel 41 Absatz 2 VvB)
- den Datenschutzbeauftragten (Artikel 47 VvB)
- die Präsidenten der oberen Landesgerichte Berlins (Artikel 82 Absatz 2 VvB) und
- die neun Mitglieder des Verfassungsgerichtshofes (Artikel 84 Absatz 1 VvB).

### Kontrolle des Senats (Landesregierung)
Als dritte Aufgabe kontrolliert das Abgeordnetenhaus die Regierung, den Berliner Senat. Hierzu stehen den Abgeordneten verschiedene Möglichkeiten zur Verfügung, ein Thema im Parlament zur Sprache zu bringen. Nach der Geschäftsordnung des Abgeordnetenhauses (GO Abghs), bestehen verschiedene Fragerechte:
- Schriftliche Anfrage (§ 50 GO Abghs)
- Mündliche bzw. spontane Anfrage in der Fragestunde (Artikel 45 Absatz 1 VvB; § 51 GO Abghs)
- Aktuelle Stunde (§ 52 GO Abghs)

Des Weiteren steht den Abgeordneten das sogenannte Zitierrecht (Artikel 49 VvB) zu, wonach die Anwesenheit der Senatsmitglieder bei den Abgeordnetenhaussitzungen verlangt werden kann. Auch das Recht der Abgeordneten auf Einsicht in alle Akten der Verwaltung nach Artikel 45 Absatz 2 VvB ist eine Möglichkeit der Überprüfung. Besonders wichtig ist die laufende Kontrolle der Regierung in den parlamentarischen Fachausschüssen. Hervorzuheben ist dabei der sog. Hauptausschuss, dem die Kontrolle des Budgets, also des Landeshaushalts obliegt. Darüber hinaus hat das Parlament die Möglichkeit mittels Untersuchungsausschüssen (Art. 48 VvB) die Regierung zu kontrollieren.

## Organe

### Plenum
Das Plenum, also die Vollversammlung aller Abgeordneten, ist das höchste Beschlussgremium des Abgeordnetenhauses. Näheres ist in den Art. 38 ff. VvB und in den §§ 56 ff. GO Abghs geregelt.

### Präsident
Der Präsident wird gemäß Art. 41 Abs. 2 VvB i. V. m. § 11 S.2 GO Abghs in der konstituierenden Sitzung des neu gewählten Abgeordnetenhauses für die Dauer der Wahlperiode (§ 11 S. 1 GO Abghs) gewählt. Die Aufgaben bzw. Zuständigkeiten des Präsidenten sind in § 14 GO Abghs geregelt. Unter anderem führt er die Geschäfte und vertritt das Abgeordnetenhaus nach außen, soweit nicht durch gesetzliche Vorschrift etwas anderes bestimmt ist (§ 14 I GO Abghs). Er leitet auch die Plenarsitzungen des Abgeordnetenhauses (§ 14 Abs. 2 GO Abghs) und führt den Vorsitz in den Sitzungen des Präsidiums und des Ältestenrates (§ 14 Abs. 3 GO Abghs). Weitere Aufgaben sind in § 14 Abs. 4 – 6 GO Abghs geregelt.
Nachfolgend sind die bisherigen Präsidenten des Abgeordnetenhauses von Berlin aufgezählt.
| Name                 | Fraktion | Fraktion           | Beginn der Amtszeit | Ende der Amtszeit |
| -------------------- | -------- | ------------------ | ------------------- | ----------------- |
| Otto Suhr            |          | SPD                | 11. Januar 1951     | 11. Januar 1955   |
| Willy Brandt         | SPD      | 11. Januar 1955    | 2. Oktober 1957     |                   |
| Kurt Landsberg       | SPD      | 19. Oktober 1957   | 4. März 1958        |                   |
| Willy Henneberg      | SPD      | 20. März 1958      | 17. September 1961  |                   |
| Otto Friedrich Bach  | SPD      | 29. September 1961 | 6. April 1967       |                   |
| Walter Sickert       | SPD      | 6. April 1967      | 24. April 1975      |                   |
| Peter Lorenz         |          | CDU                | 24. April 1975      | 10. Dezember 1980 |
| Heinrich Lummer      | CDU      | 10. Dezember 1980  | 11. Juni 1981       |                   |
| Peter Rebsch         | CDU      | 11. Juni 1981      | 2. März 1989        |                   |
| Jürgen Wohlrabe      | CDU      | 2. März 1989       | 11. Januar 1991     |                   |
| Hanna-Renate Laurien | CDU      | 11. Januar 1991    | 30. November 1995   |                   |
| Herwig Haase         | CDU      | 30. November 1995  | 18. November 1999   |                   |
| Walter Momper        |          | SPD                | 29. November 2001   | 27. Oktober 2011  |
| Ralf Wieland         | SPD      | 27. Oktober 2011   | 4. November 2021    |                   |
| Dennis Buchner       | SPD      | 4. November 2021   | 16. März 2023       |                   |
| Cornelia Seibeld     |          | CDU                | 16. März 2023       |                   |

### Vizepräsidenten
Die Vizepräsidenten unterstützen den Präsidenten und vertreten ihn im Falle der Abwesenheit (§ 15 GO Abghs). Es werden gemäß Art. 41 Abs. 2 S. 1 VvB zwei Vizepräsidenten gewählt.

### Präsidium
Das Präsidium hat gemäß § 13 Abs. 1 GO Abghs die Aufgabe, in allen inneren Angelegenheiten des Abgeordnetenhauses, soweit nicht der Präsident alleine zuständige ist, zu beschließen. Es entwirft den Haushaltsplan des Abgeordnetenhauses (§ 13 Abs. 2 GO Abghs) und entscheidet über die Räumlichkeiten im Abgeordnetenhaus (§ 13 Abs. 3 GO Abghs).
Das Präsidium besteht gemäß § 12 Abs. 1 GO Abghs aus dem Präsidenten, 2 Vizepräsidenten und den Beisitzern.

### Ältestenrat
Der Ältestenrat unterstützt den Präsidenten bei der Geschäftsführung, insbesondere bei der Aufstellung des Arbeitsplans. Der Ältestenrat verteilt auf die Fraktionen nach Maßgabe ihrer Stärke die Stellen der Ausschussvorsitzenden, der Schriftführer und ihrer Stellvertreter, wobei die Besetzung der Ausschussvorsitze nach den Grundsätzen der Verhältniswahl nach dem Höchstzahlverfahren (d’Hondt) erfolgt (§ 19 Abs. 1 GO Abghs). Er setzt sich gemäß § 17 Abs. 1 GO Abghs aus dem Präsidenten, den Vizepräsidenten und einer vom Abgeordnetenhaus festzusetzenden Zahl von Mitgliedern zusammen.
| Mitglied                            | Partei |
| ----------------------------------- | ------ |
| Kristin Brinker                     | AfD    |
| Dennis Buchner (Vizepräsident)      | SPD    |
| Rolf Wiedenhaupt                    | AfD    |
| Werner Sebastian Graf               | Grüne  |
| Bahar Haghanipour (Vizepräsidentin) | Grüne  |
| Anne Helm                           | Linke  |
| Alexander J. Herrmann               | CDU    |
| Bettina Jarasch                     | Grüne  |
| Robbin Juhnke                       | CDU    |
| Melanie Kühnemann-Grunow            | SPD    |
| Heiko Melzer                        | CDU    |
| Stephan Schmidt                     | CDU    |
| Torsten Schneider                   | SPD    |
| Niklas Schrader                     | Linke  |
| Cornelia Seibeld (Präsidentin)      | CDU    |
| Dirk Stettner                       | CDU    |
| Jörg Stroedter                      | SPD    |
| Sebastian Walter                    | Grüne  |

### Fraktionen
Die Fraktionen sind gemäß Art. 40 Abs. 2 VvB selbstständige Organe des Abgeordnetenhauses und mit eigenen Rechten und Pflichten ausgestattet. Sie haben unter anderem die Aufgabe, an der Parlamentsarbeit mitzuwirken und die parlamentarische Willensbildung zu unterstützen. Näheres ist gemäß Art. 40 Abs. 2 S. 3 VvB im Gesetz über die Rechtsstellung der Fraktionen des Abgeordnetenhauses von Berlin (Fraktionsgesetz – FraktG) vom 8. Dezember 1993 geregelt.
In der aktuellen 19. Wahlperiode gab es zunächst 6 Fraktionen, bei der Wiederholungswahl 2023 schied die FDP jedoch aus. Die Fraktionen von SPD und CDU sind durchgängig seit 1951 Abgeordnetenhaus von Berlin vertreten.

### Ausschüsse
Bei den Ausschüssen wird zwischen ständigen und nichtständigen unterschieden. Die Ausschüsse haben gemäß Art. 59 Abs. 4 i. V. m. §§ 31 ff GO Abghs die Aufgabe, die ihnen vom Abgeordnetenhaus, also vom Plenum, überwiesenen Vorlagen und Anträge zu beraten. Das Ergebnis der Beratungen eines Ausschusses wird als Beschlussempfehlung schriftlich dem Präsidenten des Abgeordnetenhauses mitgeteilt (vgl. Art. 44 Abs. 5 VvB i. V. m. § 27 GO Abghs).

#### Ständige Ausschüsse
Das Abgeordnetenhaus ist gemäß Art. 44 Abs. 1 VvB bei der Einsetzung der Ausschüsse grundsätzlich frei. Die Ausschüsse werden für eine ganze Wahlperiode, also „ständig“, eingerichtet und grundsätzlich parallel – spiegelbildlich – zu den Geschäftsbereichen der Senatsverwaltung (vgl. Art. 44 Abs. 5 VvB i. V. m. § 20 Abs. 1 S. 1 GO Abghs). Eine Ausnahme gilt für den Petitionsausschuss (Art. 46 S. 1 VvB) und den Ausschuss für Verfassungsschutz (Art. 46a S. 1 VvB), die das Abgeordnetenhaus laut der Verfassung von Berlin einrichten muss.
| Ausschuss                                                                                    | Vorsitz                   | Mitglieder | CDU | SPD | Grüne | Linke | AfD | fraktionslos  |
| -------------------------------------------------------------------------------------------- | ------------------------- | ---------- | --- | --- | ----- | ----- | --- | ------------- |
| Ausschuss für Arbeit und Soziales                                                            | Lars Düsterhöft (SPD)     | 18         | 6   | 4   | 3     | 2     | 2   | –             |
| Ausschuss für Bildung, Jugend und Familie                                                    | Sandra Khalatbari\| (CDU) | 23         | 8   | 5   | 5     | 3     | 2   | –             |
| Ausschuss für Bundes- und Europaangelegenheiten, Medien                                      | Andreas Otto (Grüne)      | 20         | 7   | 4   | 4     | 2     | 2   | 1 (BSW)       |
| Ausschuss für Digitalisierung und Datenschutz                                                | Johannes Kraft (CDU)      | 13         | 4   | 3   | 3     | 2     | 1   | –             |
| Ausschuss für Gesundheit und Pflege                                                          | Silke Gebel (Grüne)       | 23         | 8   | 5   | 5     | 3     | 2   | –             |
| Ausschuss für Inneres, Sicherheit und Ordnung                                                | Florian Dörstelmann (SPD) | 25         | 9   | 5   | 5     | 3     | 2   | 1 (parteilos) |
| Ausschuss für Integration, Frauen und Gleichstellung, Vielfalt und Antidiskriminierung       | Ülker Radziwill (SPD)     | 18         | 6   | 4   | 4     | 2     | 2   | –             |
| Ausschuss für Kultur, Engagement und Demokratieförderung                                     | Peer Mock-Stümer (CDU)    | 23         | 8   | 5   | 5     | 3     | 2   | –             |
| Ausschuss für Mobilität und Verkehr                                                          | Lars Bocian (CDU)         | 19         | 7   | 4   | 4     | 2     | 2   | –             |
| Ausschuss für Sport                                                                          | Scott Körber (CDU)        | 19         | 7   | 4   | 4     | 2     | 2   | –             |
| Ausschuss für Stadtentwicklung, Bauen und Wohnen                                             | Elif Eralp (Linke)        | 23         | 8   | 5   | 5     | 3     | 2   | –             |
| Ausschuss für Umwelt- und Klimaschutz                                                        | Turgut Altuğ (Grüne)      | 18         | 6   | 4   | 4     | 2     | 2   | –             |
| Ausschuss für Verfassungs- und Rechtsangelegenheiten, Geschäftsordnung, Verbraucherschutz    | Sven Rissmann (CDU)       | 20         | 7   | 4   | 4     | 2     | 2   | 1 (parteilos) |
| Ausschuss für Verfassungsschutz                                                              | Kurt Wansner (CDU)        | 9          | 4   | 2   | 2     | 1     | –   | –             |
| Ausschuss für Wirtschaft, Energie und Betriebe                                               | Jörg Stroedter (SPD)      | 20         | 7   | 4   | 4     | 2     | 2   | 1 (BSW)       |
| Ausschuss für Wissenschaft und Forschung                                                     | Franziska Brychcy (Linke) | 13         | 4   | 3   | 3     | 2     | 1   | –             |
| Hauptausschuss                                                                               | Stephan Schmidt (CDU)     | 31         | 11  | 7   | 6     | 4     | 3   | –             |
| Petitionsausschuss                                                                           | Maik Penn (CDU)           | 12         | 4   | 3   | 3     | 1     | 1   | –             |
| Unterausschuss Beteiligungsmanagement und -controlling                                       | Michael Dietmann (CDU)    | 14         | 5   | 3   | 2     | 2     | 1   | 1 (parteilos) |
| Unterausschuss Bezirke, Personal und Verwaltung sowie Produkthaushalt und Personalwirtschaft | Julia Schneider (Grüne)   | 13         | 4   | 3   | 3     | 2     | 1   | –             |
| Unterausschuss Haushaltskontrolle                                                            | Claudia Wein (CDU)        | 12         | 4   | 3   | 3     | 1     | 1   | –             |
| Unterausschuss Vermögensverwaltung                                                           | Derya Çağlar (SPD)        | 12         | 4   | 3   | 3     | 1     | 1   | –             |

#### Nichtständige Ausschüsse
Nichtständige Ausschüsse sind Sonderausschüsse (vgl. § 20 Abs. 2 GO AGH vom 20. Dezember 2016) und Untersuchungsausschüsse (vgl. § 23 GO AHG i. V. m. dem Gesetz über die Untersuchungsausschüsse des Abgeordnetenhauses von Berlin). Sie können für einzelne Angelegenheiten eingesetzt werden.
Der letzte Sonderausschuss, unter dem Vorsitz des Abgeordneten Claudio Jupe (CDU), war der Sonderausschuss „Wasserverträge“ der 17. Wahlperiode.
In der 18. Wahlperiode hat das Abgeordnetenhaus von Berlin drei Untersuchungsausschüsse eingesetzt.
Am 6. Juli 2017 beschloss das Abgeordnetenhaus einen von den Fraktionen SPD, CDU, Die Linke, Grüne und FDP unterstützten Einsetzungsantrag für einen Untersuchungsausschuss gemäß Art. 48 der Verfassung von Berlin zur Untersuchung des Ermittlungsvorgehens im Zusammenhang mit dem Terroranschlag am Breitscheidplatz am 19. Dezember 2016 (Fall A.). Die konstituierende Sitzung dieses Ausschusses fand am 14. Juli 2017 statt. Vorsitzender des Ausschusses war bis zu seiner Wahl zum Fraktionsvorsitzenden der CDU-Fraktion der Abgeordnete Burkard Dregger (CDU). Auf Vorschlag der CDU-Fraktion wählte am 28. Juni 2018 das Abgeordnetenhaus von Berlin Stephan Lenz (CDU) zum Vorsitzenden des Ausschusses.
Am 28. Juni 2018 beschloss das Abgeordnetenhaus die Einsetzung des 2. Untersuchungsausschusses „BER II“ unter dem Vorsitz der Abgeordneten Melanie Kühnemann-Grunow (SPD). Der Ausschuss konstituierte sich in der Sitzung am 6. Juli 2018.
Am 20. Februar 2020 beschloss das Abgeordnetenhaus die Einsetzung des 3. Untersuchungsausschusses „Gedenkstätte Hohenschönhausen“ unter dem Vorsitz der Abgeordneten Sabine Bangert (Bündnis 90/Die Grünen). Die konstituierende Sitzung dieses Ausschusses fand am 24. März 2020 statt.
| Ausschuss                                 | Vorsitz               | Mitglieder | CDU | SPD | Grüne | Linke | AfD | fraktionslos |
| ----------------------------------------- | --------------------- | ---------- | --- | --- | ----- | ----- | --- | ------------ |
| 1. Untersuchungsausschuss („Neukölln II“) | Vasili Franco (Grüne) | 9          | 4   | 2   | 2     | 1     | 1   | –            |

### Enquete-Kommissionen
Darüber hinaus kann das Plenum gemäß § 24 GO AGH vom 16. Oktober 2016 auch Enquete-Kommissionen „zur Vorbereitung von Entscheidungen über umfangreiche oder bedeutsame Sachverhalte in einem Lebensbereich“ einsetzen. Sie unterscheiden sich dadurch von den Ausschüssen, dass ihnen neben den Abgeordneten des Abgeordnetenhauses auch sachverständige Personen, also keine Mandatsträger, angehören.
In der 17. Wahlperiode widmete sich eine Enquete-Kommission, unter dem Vorsitz des Abgeordneten Jörg Schroedter (SPD), dem Thema „Neue Energie für Berlin – Zukunft der energiewirtschaftlichen Strukturen“. In der 19. Wahlperiode wurde eine Enquete-Kommission „Für gesellschaftlichen Zusammenhalt, gegen Antisemitismus, Rassismus, Muslimfeindlichkeit und jede Form von Diskriminierung“ eingesetzt.

## Arbeitsweise
Die Plenarsitzungen finden alle 14 Tage donnerstags statt und werden vom Präsidenten einberufen. Die Sitzungen beginnen um 10:00 Uhr und enden in der Regel um 22:00 Uhr. Bis dahin nicht behandelte Tagesordnungspunkte sind auf die nächste Sitzung vertagt.
Jeweils zwei Tage vor der Plenarsitzung verständigt sich der Ältestenrat auf die Tagesordnung. Die Plenarsitzung beginnt meistens mit der aktuellen Stunde zu einem vorher festgelegten Thema. Danach folgen die Fragestunde, Berichte, Gesetzesberatungen, Beschlussempfehlungen, Vorlagen und Anträge. Gelegentlich werden zwei Sitzungstage angesetzt. Die Plenarsitzungen können von bis zu 120 Besuchern und bis zu 58 Journalisten von der Tribüne aus verfolgt werden, außerdem gibt es mehrere Kamerastandorte und Sprecherkabinen für die Fernsehübertragungen.
Neben dem Plenum arbeiteten in der 18. Wahlperiode 16 (Ständige) Ausschüsse und sechs Unterausschüsse, in denen ein überwiegender Teil der fachlichen Detailarbeit geleistet wird. Zu den bedeutendsten Ausschüssen gehören der Hauptausschuss, der für die Finanzen und den Landeshaushalt zuständig ist, der Innenausschuss, der sich um Fragen der öffentlichen Sicherheit und Ordnung kümmert, sowie der Petitionsausschuss, an welchen die Bürger sich mit ihren Anliegen wenden können.

## Verwaltung
Das Abgeordnetenhaus von Berlin hat, wie jedes andere Parlament in Deutschland auch, eine Parlamentsverwaltung. Die Verwaltung des Abgeordnetenhauses von Berlin ist eine oberste Landesbehörde (vgl. §§ 3 I Nr. 2, 4 II Landesbeamtengesetz Berlin vom 19. März 2009). Der Präsident des Abgeordnetenhauses ist der oberste Dienstherr der Verwaltung (Art. 41 V VvB), und der Direktor leitet die Verwaltung. Die Parlamentsverwaltung gliedert sich wie folgt: in den Präsidialbereich, den Direktor, die Presse, die Öffentlichkeitsarbeit, das Protokoll, die Abteilung I (Allgemeine Verwaltung), Abteilung II (Wissenschaftlicher Dienst) und die Abteilung III (Plenar- und Ausschussdienst). Die Verwaltung des Abgeordnetenhauses hat eine Vielzahl an Aufgaben. Beispielsweise organisiert und koordiniert sie die Sitzungen des Plenums und der Ausschüsse.

## Dienstsitz

### Rathaus Schöneberg (1949–1993)
Aufgrund der Teilung Berlins hatte das Abgeordnetenhaus von Berlin seinen längeren provisorischen Sitz im Rathaus Schöneberg im Westteil der Stadt.

### Gebäude des Preußischen Landtags (seit 1993)
Kurz nach der Wiedervereinigung Deutschlands beschloss das Abgeordnetenhaus 1990 einstimmig seinen Sitz in das Gebäude des ehemaligen Preußischen Landtags zu verlegen.
Das geschichtsträchtige Gebäude war unter anderem Sitz des Preußischen Abgeordnetenhauses als zweite Kammer des (konstitutionellen) Preußischen Landtags (1899–1918). In der Weimarer Republik (1918 bis 1933) war das Gebäude Sitz des Preußischen Landtags des Freistaats Preußen.
Nach 1933 verlor das Gebäude seine Funktion als Parlamentssitz. Um das Gebäude für das Abgeordnetenhaus von Berlin nutzbar zu machen, musste es umgebaut werden. Die Wiederherstellung des Gebäudes wurde von 1991 bis 1993 von der Architektengemeinschaft Rave Stankovic Krüger durchgeführt.
Die Kosten für den Umbau des Gebäudes wurden seinerzeit auf etwa 40 Millionen DM geschätzt. Insgesamt stiegen die Kosten für den Umbau jedoch auf 163 Millionen DM.
Am 28. April 1993 erfolgte schließlich der Umzug vom Rathaus Schöneberg in das wiederhergestellte Gebäude des ehemaligen Preußischen Landtags mit einem Festakt. Die 47. Plenarsitzung des Abgeordnetenhauses am 29. April 1993 war die erste Sitzung am neuen Parlamentssitz.
Das Gebäude des ehemaligen Preußischen Landtags befindet sich in der Niederkirchnerstraße 5 in unmittelbarer Nähe zum Potsdamer Platz. Gegenüber befindet sich der Martin-Gropius-Bau. In derselben Straße (Niederkirchnerstraße 8) befindet sich heute auch das Gelände der Topographie des Terrors.

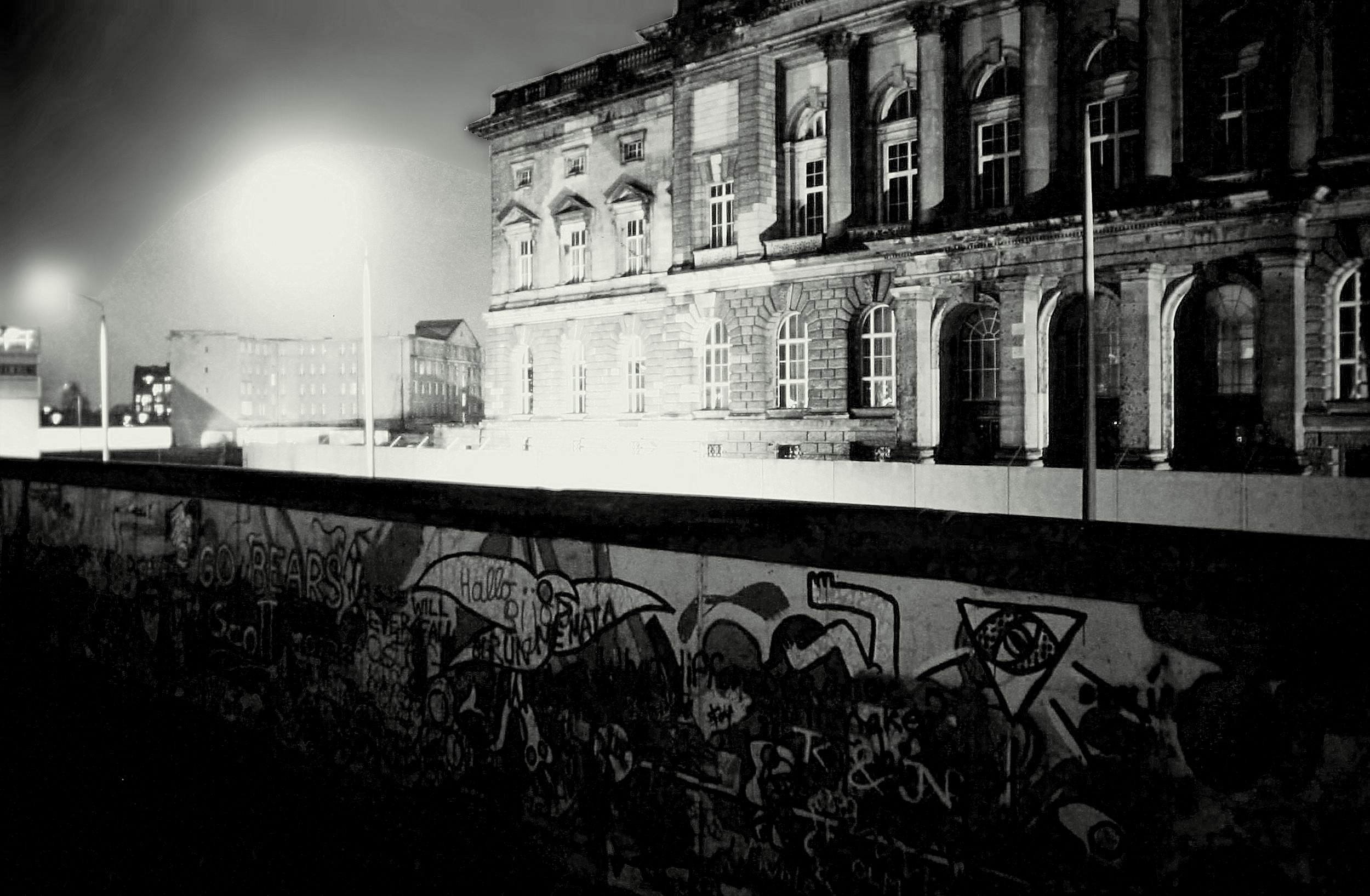
Das Gebäude des heutigen Abgeordnetenhauses 1988 vor dem Mauerfall
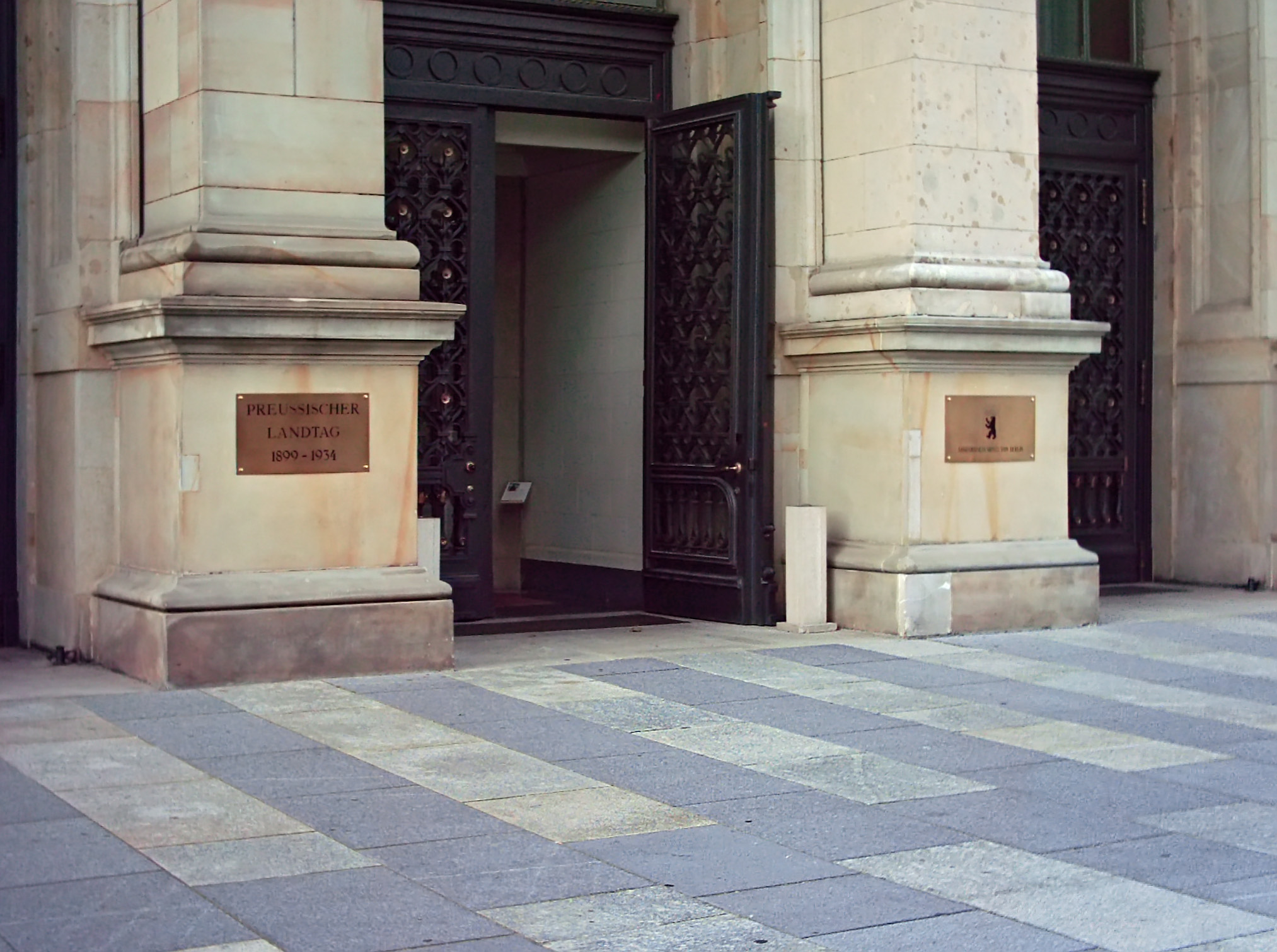
Ansicht des Eingangs des Abgeordnetenhauses
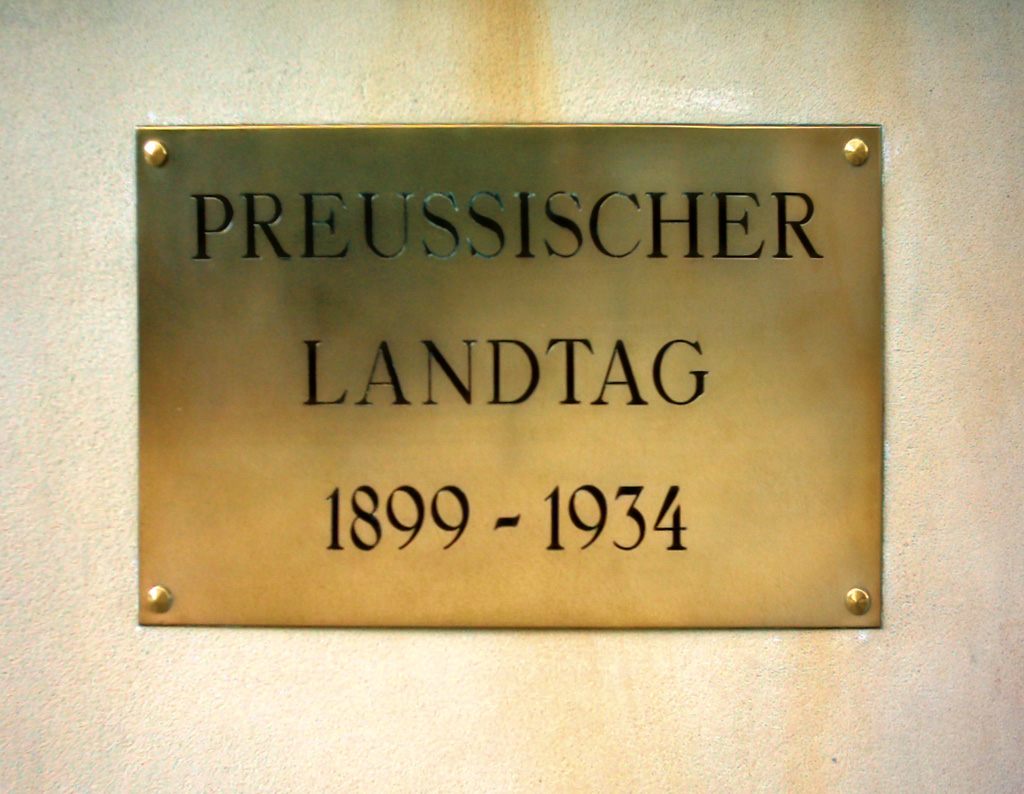
Schild am Eingang des Abgeordnetenhauses (links)
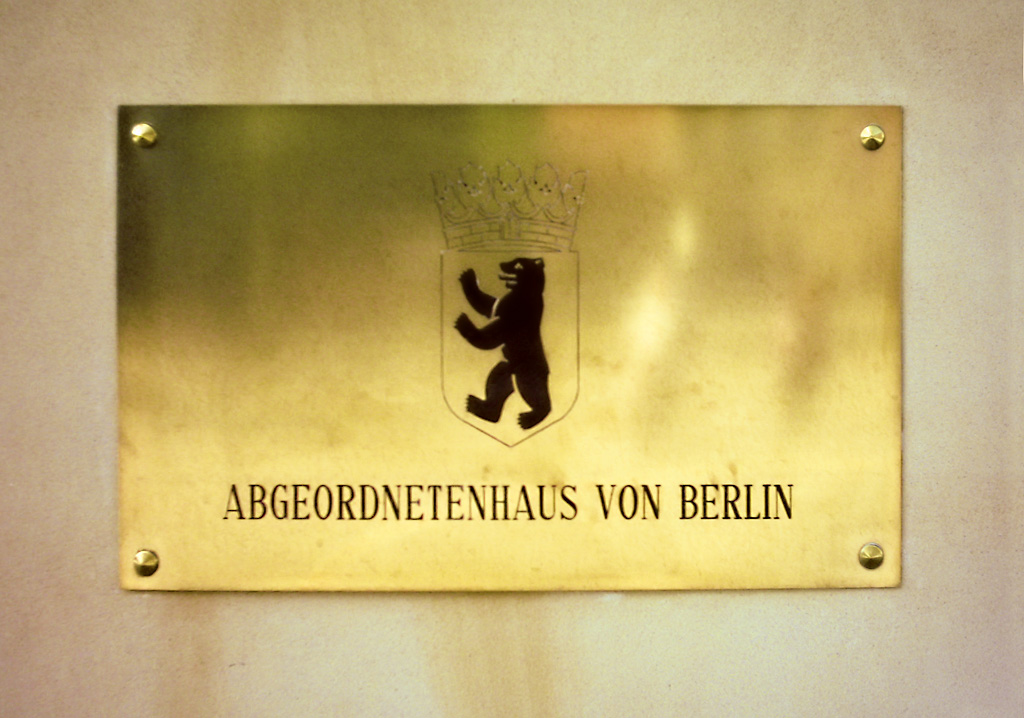
Schild am Eingang des Abgeordnetenhauses (rechts)
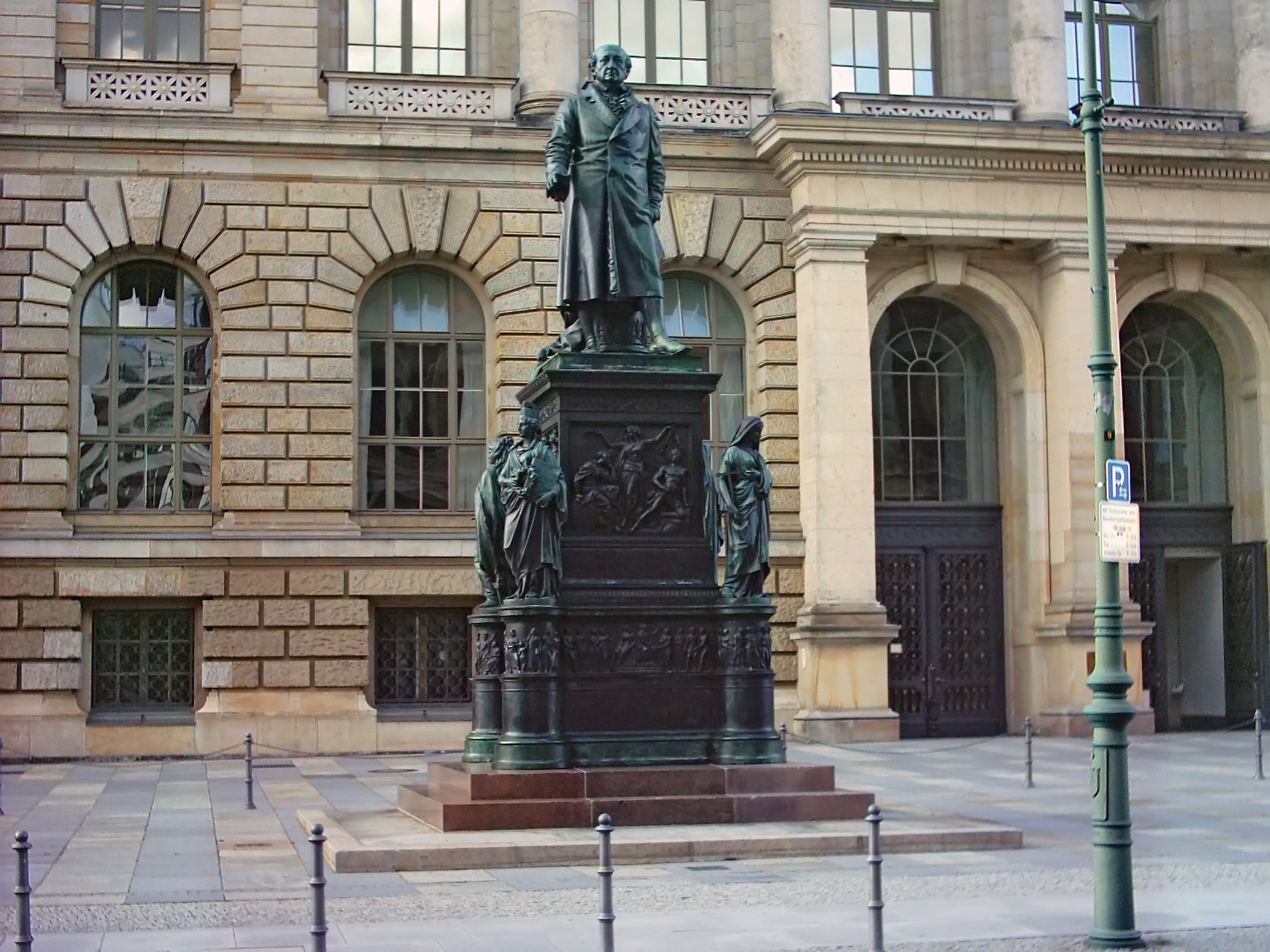
Statue zu Ehren von Minister Freiherr vom Stein vor dem Abgeordnetenhaus
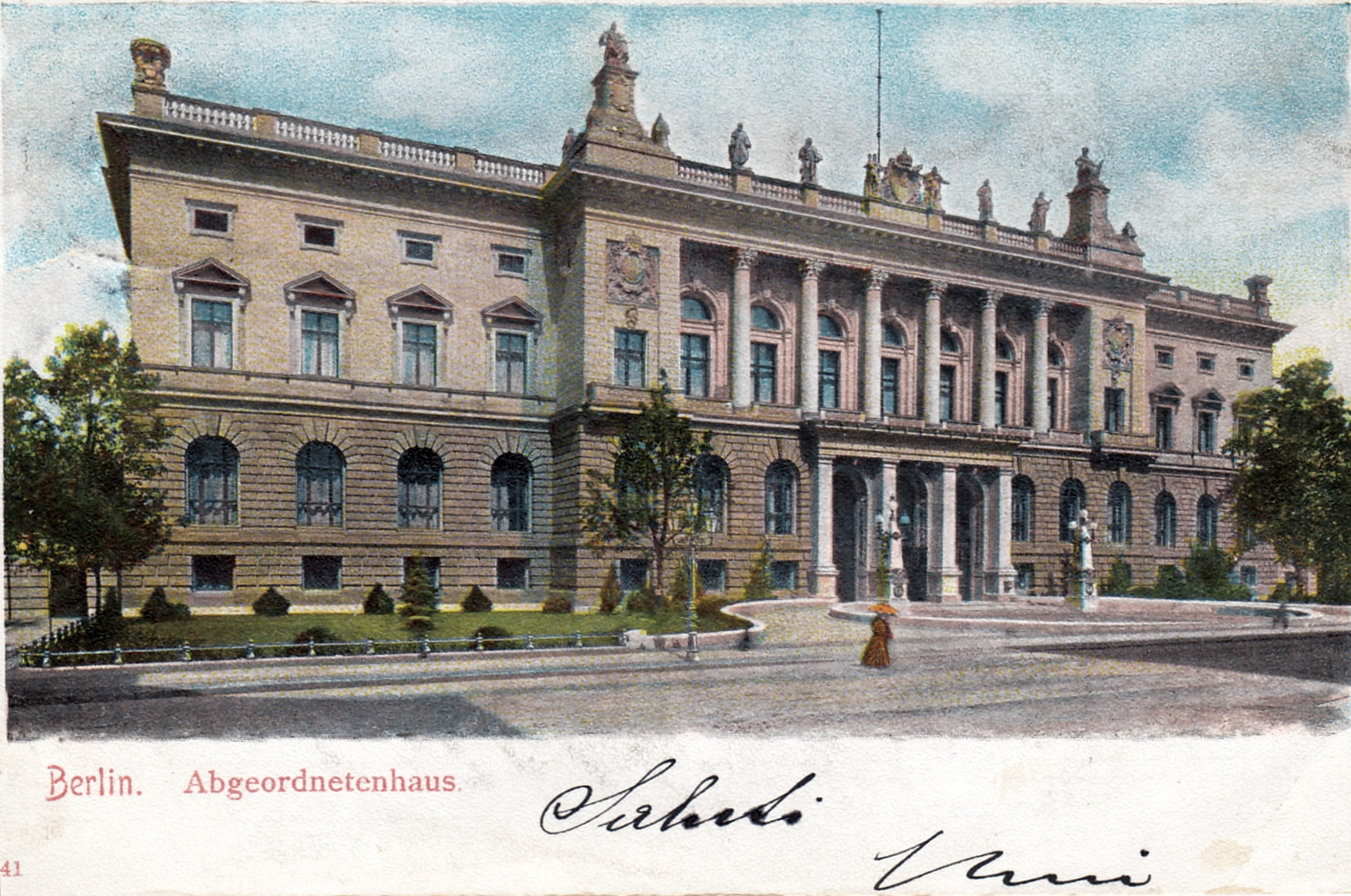
Alte Postkarte aus 1901

### Galerie im Parlament
Seit 1975 finden im Abgeordnetenhaus unter dem Stichwort „Galerie im Parlament“ Kunstausstellungen statt. Teilweise erscheinen zu den Ausstellungen auch kleine Ausstellungskataloge.

### Dauerausstellung
Seit 1999 gibt es im Foyer des Abgeordnetenhauses eine Dauerausstellung zur Demokratiegeschichte des Hauses Ein offenes Haus – Ein Haus mit Geschichte.

### Galerie Berliner Ehrenbürgerinnen und Ehrenbürger
Zudem befindet sich im Abgeordnetenhaus die „Galerie der Berliner Ehrenbürgerinnen und Ehrenbürger“. Im August 2025 umfasste sie 60 Porträts. Das Ehrenbürgerrecht ist die bedeutendste Auszeichnung des Landes Berlin. Seine Verleihung soll in der Regel noch zu Lebzeiten erfolgen. Bisher gab es vier Ausnahmen: Otto Nagel, Heinrich Zille, Marlene Dietrich und zuletzt Nikolai Bersarin wurden posthum zu Ehrenbürgern ernannt.

## Taschenbuch
Andreas Holzapfel (Hrsg.): Abgeordnetenhaus BERLIN – 19. Wahlperiode, Kürschners Politikkontakte, Bad Honnef 2023, ISBN 978-3-95879-183-1.

## Varia
- Das Comic-Heft „Die Abrafaxe im Abgeordnetenhaus“ erklärt unterhaltsam und auf leicht verständliche Weise die Grundregeln der Demokratie, des Parlamentarismus und des Parteiensystems. Es erschien 2020 als Publikation im Rahmen der Öffentlichkeitsarbeit des Abgeordnetenhauses von Berlin und hat 36 Seiten.[50][51]